# Canis lupus monstrabilis
 Canis lupus monstrabilis és una subespècie del llop (Canis lupus) classificada com a tal l'any 1937 pel biòleg Edward Goldman. Era de mida petita-mitjana (tot i que no tan petit com Canis lupus baileyi) i d'un color bastant fosc, encara que n'hi havia exemplars de color blanc.
El bisó era la seva principal font d'alimentació fins que els ramats d'aquest bòvid foren gairebé exterminats. Va ser, llavors, quan va començar a atacar i alimentar-se del bestiar dels colonitzadors europeus, la qual cosa el va conduir a l'extinció per part dels humans. Es trobava a Nord-amèrica: des del sud-est de Nou Mèxic fins al centre de Texas, la frontera de Mèxic i Louisiana. Es va extingir l'any 1942.